# Grizzy en de lemmings
Grizzy en de lemmings ((en)  Grizzy and the Lemmings, (fr)  Grizzy et les Lemmings) is een Frans-Amerikaans humoristische animatiereeks gemaakt op basis van computergraphics in opdracht van France Télévisions en Boomerang. De reeks bestaat uit 3 seizoenen en wordt gemaakt door Antoine Rodelet en Josselin Charier.

## Verhaallijn en cast
De afleveringen van ongeveer 7 minuten vertellen het wedervaren van de concurrentiestrijd tussen een grizzlybeer en een groep lemmingen in de hoofdrol. Daarnaast heeft een vrouwelijke bruine beer een kleinere rol. Deze dieren hebben antropomorfe kenmerken. Andere dieren die voorkomen hebben dit niet. Het verhaal speelt zich af in en rond de woning van een park ranger in een woud in Canada.

## Episodes
| Nr in series | Nr in seizoen 1 | Titel                          | Nr in series | Nr in seizoen 2 | Titel                            | Nr in series | Nr in seizoen 3 | Titel                                |
| ------------ | --------------- | ------------------------------ | ------------ | --------------- | -------------------------------- | ------------ | --------------- | ------------------------------------ |
| 1            | 1               | Polar Bear                     | 79           | 1               | Camping in the Wild              | 157          | 1               | Lemming Fortune                      |
| 2            | 2               | Bear Spread                    | 80           | 2               | Carried Away Bear                | 158          | 2               | Tough Medicine                       |
| 3            | 3               | Cellular Bear                  | 81           | 3               | Ice & Bears                      | 159          | 3               | Domestic Shaolin                     |
| 4            | 4               | Jurassic Bear                  | 82           | 4               | Fountain of Bear Youth           | 160          | 4               | Peaceable Enemies                    |
| 5            | 5               | Extreme Fitness                | 83           | 5               | Lemmings Kit                     | 161          | 5               | The Legend Of The Lemmings           |
| 6            | 6               | Domestic Robots                | 84           | 6               | Timeless Bear                    | 162          | 6               | Dragons & Bears                      |
| 7            | 7               | Mass Control                   | 85           | 7               | Irresistible Bear                | 163          | 7               | Bamboo Warfare                       |
| 8            | 8               | Bear Under Control             | 86           | 8               | Yummy Fly                        | 164          | 8               | Bear In The Clouds                   |
| 9            | 9               | Popcorn Party                  | 87           | 9               | Call of the Bear                 | 165          | 9               | Umbrella Tactics                     |
| 10           | 10              | Dancing with the Bears         | 88           | 10              | Weightless Bear                  | 166          | 10              | Neither Yin, Nor Yang                |
| 11           | 11              | Role Change                    | 89           | 11              | Hat Tricks                       | 167          | 11              | Mechatronics Bear                    |
| 12           | 12              | Lemming Tonic                  | 90           | 12              | No See, No Do                    | 168          | 12              | Tai Chi Lemmings                     |
| 13           | 13              | Bear Itch                      | 91           | 13              | Good Bear, Bad Bear              | 169          | 13              | Fireworks Cabin                      |
| 14           | 14              | Thirst Quencher"               | 92           | 14              | High-Risk Driving                | 170          | 14              | Diving In The Wild                   |
| 15           | 15              | Spider Lemmings                | 93           | 15              | Bear Predictions                 | 171          | 15              | Choco-Coco                           |
| 16           | 16              | Random Bear                    | 94           | 16              | Lemming Beach                    | 172          | 16              | Parasailing Fishing                  |
| 17           | 17              | Lemming Interference           | 95           | 17              | Of Fur and Swords                | 173          | 17              | Yummy Pirates                        |
| 18           | 18              | High Voltage Bear Attack       | 96           | 18              | Lemmings Board                   | 174          | 18              | Sea Excursion                        |
| 19           | 19              | Bear Scents                    | 97           | 19              | Animal Pics                      | 175          | 19              | Sand Lemmings                        |
| 20           | 20              | Bear Luck                      | 98           | 20              | Bear Diet                        | 176          | 20              | Non-Peaceful Coaching                |
| 21           | 21              | = Magnetic Bear                | 99           | 21              | Balloon Bear                     | 177          | 21              | Bear In Troubled Waters              |
| 22           | 22              | Bear Charm                     | 100          | 22              | Bear Pillow                      | 178          | 22              | Earthquake-Proof Bear                |
| 23           | 23              | Bear's Best Friend             | 101          | 23              | Hooks and Loops Bear             | 179          | 23              | The Spirit Of Competition            |
| 24           | 24              | Super Grizzy Bros.             | 102          | 24              | Fast Workout                     | 180          | 24              | Odd-Job Crab                         |
| 25           | 25              | Fake Brothers                  | 103          | 25              | Batgrizzy                        | 181          | 25              | Ordeal Of Comfort                    |
| 26           | 26              | Mind in a Whirl                | 104          | 26              | Moveable Apps                    | 182          | 26              | Outboard Cabin                       |
| 27           | 27              | A Sizeable Problem             | 105          | 27              | Wild Modeling                    | 183          | 27              | Parental Overload                    |
| 28           | 28              | Treasure Bear                  | 106          | 28              | The Bear Next Door               | 184          | 28              | The Attraction of Lemmings           |
| 29           | 29              | In the Service of His Majesty  | 107          | 29              | Wild Zapping                     | 185          | 29              | Extreme Domino                       |
| 30           | 30              | Bear Art                       | 108          | 30              | Warning: Unlimited Lemmings      | 186          | 30              | Surprise Deglaciation                |
| 31           | 31              | Happy Birthday Lemmings!       | 109          | 31              | Bouncing Bear                    | 187          | 31              | Thermal Lemmings                     |
| 32           | 32              | Flower Power                   | 110          | 32              | Masked Racoon                    | 188          | 32              | Substitute Egg                       |
| 33           | 33              | Teleportation's the Way to Go! | 111          | 33              | Spinning Lemmings                | 189          | 33              | Lemming Constellation                |
| 34           | 34              | Bear Countdown                 | 112          | 34              | Game Madness                     | 190          | 34              | Spinning Lemmings                    |
| 35           | 35              | Lemming Airlines               | 113          | 35              | Household Avatar                 | 191          | 35              | Polar Super Star                     |
| 36           | 36              | Relax Bear                     | 114          | 36              | Beastly Genie                    | 192          | 36              | My Friend The Penguin                |
| 37           | 37              | Bear Gliding                   | 115          | 37              | Make Peace Not War               | 193          | 37              | Thermal Shock!                       |
| 38           | 38              | The Sound of a Lemming         | 116          | 38              | Disguised Reality                | 194          | 38              | Primitive Activities                 |
| 39           | 39              | Bear in the Wind               | 117          | 39              | Folds and Folds Again            | 195          | 39              | Cabin On Ice                         |
| 40           | 40              | Construction Bear              | 118          | 40              | Cartoon Bear                     | 196          | 40              | Return Of The Beloved Being          |
| 41           | 41              | Kung Fu Lemmings               | 119          | 41              | XXL Bear                         | 197          | 41              | Masked Powers                        |
| 42           | 42              | A Midsummer Bear's Dream       | 120          | 42              | Never Judge a Bear by it's Cover | 198          | 42              | Roaring Lemmings                     |
| 43           | 43              | Manufacturing Secret           | 121          | 43              | Bear Glasses                     | 199          | 43              | Mini Troubles                        |
| 44           | 44              | Bling Bling Bear               | 122          | 44              | Bear under Close Protection      | 200          | 44              | For Peanuts                          |
| 45           | 45              | Intellectual Bear              | 123          | 45              | Zero Visibility                  | 201          | 45              | Within Snout's Reach                 |
| 46           | 46              | Voodoo Blanket                 | 124          | 46              | Intensive Care                   | 202          | 46              | Safari Express                       |
| 47           | 47              | Bear Prints                    | 125          | 47              | Lemming Gum                      | 203          | 47              | False Children                       |
| 48           | 48              | Inspector Grizzy               | 126          | 48              | Lemming Juice                    | 204          | 48              | Game Of Stone                        |
| 49           | 49              | No Entrance!                   | 127          | 49              | Zen Bear                         | 205          | 49              | Tam-Tam Lemming                      |
| 50           | 50              | Lemmings Indigestion           | 128          | 50              | Ctrl+Alt+Bear                    | 206          | 50              | Ice Madness!                         |
| 51           | 51              | Sonata in Bear Major           | 129          | 51              | Lemming Bowling                  | 207          | 51              | In Your Dreams                       |
| 52           | 52              | Bear Fractions                 | 130          | 52              | Mushroom Hunt                    | 208          | 52              | Super-Voltaic Cabin                  |
| 53           | 53              | The Bear That Laid Golden Eggs | 131          | 53              | Flying Bear                      | 209          | 53              | 1 + 1 = 1                            |
| 54           | 54              | Crash Training Course          | 132          | 54              | Big Top Bear                     | 210          | 54              | Jelly Lemmings                       |
| 55           | 55              | As Far as Bear Can Remember    | 133          | 55              | Electro Ranger Lemming           | 211          | 55              | Javelin Lemmings                     |
| 56           | 56              | Chemical Lemmings              | 134          | 56              | Bear Repellent                   | 212          | 56              | Franken-Grizzy                       |
| 57           | 57              | Remote Control                 | 135          | 57              | Bear Behind the Wheel            | 213          | 57              | Lemming on Canvas                    |
| 58           | 58              | The Bear and the Butterfly     | 136          | 58              | Rolling Cabin                    | 214          | 58              | Musical Discord                      |
| 59           | 59              | Get Off My Tennis Shoes        | 137          | 59              | Lemmings Plant                   | 215          | 59              | A Bear in the Sheepfold              |
| 60           | 60              | Babysitting                    | 138          | 60              | Target Bear                      | 216          | 60              | Jelly World                          |
| 61           | 61              | Bear Under Lock and Key        | 139          | 61              | Northern Lights                  | 217          | 61              | Pet Sheep                            |
| 62           | 62              | Lemming Blues                  | 140          | 62              | Tick Tock Bear                   | 218          | 62              | Sheep Joust                          |
| 63           | 63              | Snow Lemmings                  | 141          | 63              | Dreams on Command                | 219          | 63              | Foodie Phantoms                      |
| 64           | 64              | Augmented Bear                 | 142          | 64              | Elementary Lemmings              | 220          | 64              | Bookfair                             |
| 65           | 65              | Lemmings Under Pressure        | 143          | 65              | Bear Sitter                      | 221          | 65              | Unpractical Cabin                    |
| 66           | 66              | Lemmings in Space              | 144          | 66              | Rainbow Moose                    | 222          | 66              | The Bear, the Frog, and the Mosquito |
| 67           | 67              | Sniffer Racoon                 | 145          | 67              | Radar Bear                       | 223          | 67              | Musical Battle                       |
| 68           | 68              | Transformational Bear          | 146          | 68              | Zorbing Lemmings                 | 224          | 68              | Day and Night                        |
| 69           | 69              | Shaken-Up Bear                 | 147          | 69              | Air Trafficking                  | 225          | 69              | Tilted Lemmings                      |
| 70           | 70              | Piñata Party                   | 148          | 70              | A Lemmings Fairy Tail            | 226          | 70              | Recreational Botany                  |
| 71           | 71              | Bear Game                      | 149          | 71              | Slunk Dunk Lemmings              | 227          | 71              | Generation Conflict                  |
| 72           | 72              | Ranger Lemming                 | 150          | 72              | Uncouth Bear                     | 228          | 72              | Breathless                           |
| 73           | 73              | Halloween Bear                 | 151          | 73              | Passing Trough Walls             | 229          | 73              | Ancient Brainteaser                  |
| 74           | 74              | Clean Bear                     | 152          | 74              | Eagle Spirit                     | 230          | 74              | Couch Wrestling                      |
| 75           | 75              | Wandering Spirits              | 153          | 75              | Rock'N'Lemming                   | 231          | 75              | Goldrush                             |
| 76           | 76              | Mirror, Mirror on the Wall     | 154          | 76              | Hulking Lemmings                 | 232          | 76              | Theft Reactions                      |
| 77           | 77              | Grizzy the Wizard              | 155          | 77              | Ancestral Bear                   | 233          | 77              | High Tension Fireflies               |
| 78           | 78              | Moonwalk Bear                  | 156          | 78              | Hocus Pocus Lemmingus            | 234          | 78              | Skull Of Discord                     |

## Distributie
De cartoons werden uitgezonden in diverse landen, waaronder Nederland (NPO Zappelin en Boomerang), België (VRT, RTBF en Boomerang), Frankrijk (France 3 en Boomerang), Duitsland (Super RTL), Italië (Boing en Cartoonito), Spanje (Boing), Frankrijk (France 3, Boomerang), Oostenrijk, Zwitserland (Boomerang, Super RTL), Portugal (RTP1 en Boomerang), Angola (Boomerang), Mozambique (Boomerang), Cyprus (Boomerang), Griekenland en Cyprus (ERT en Boomerang), India (Pogo), Indonesië (Boomerang en Cartoon Network), IJsland (RUV), Denemarken, Zweden (SVT), Noorwegen (NRK), Finland (Yle), Pakistan, Filipijnen, Bangladesh, Sri Lanka, Zuid-Korea, Polen, Tsjechië (ČT Déčko, ČT2), Hongarije (Kiwi TV), Roemenië, Turkije (Minika en Boomerang), Slovenië (POP TV), Rusland, Oekraïne (Niki Kids en Boomerang), Midden-oosten (Cartoon Netwerk Arabië en Boomerang), Verenigde Staten, Verenigde Koninkrijk (Pop Max en Boomerang, Canada (Télé-Québec, Family Jr., Family Channel, Nickelodeon), Latijns-Amerika.
Sinds juli 2019 is de serie te zien op Netflix.